# DRD Việt Nam
Trung tâm Nghiên cứu và Phát triển Năng lực Người khuyết tật, gọi tắt là Trung tâm Khuyết tật và Phát triển, (tiếng Anh: Disability Research & Capacity Development, viết tắt: DRD) là một tổ chức xã hội của người khuyết tật và hoạt động vì người khuyết tật tại Việt Nam.

## Mục tiêu
Mục tiêu hoạt động của DRD Việt Nam là thúc đẩy bình đẳng cơ hội cho người khuyết tật, khuyến khích và tạo điều kiện để người khuyết tật tham gia vào tất cả các hoạt động và đóng góp cho cộng đồng giống như những thành viên khác của xã hội.
Các hoạt động của DRD bao gồm cung cấp các dịch vụ hỗ trợ về giáo dục, đào tạo và thông tin về các vấn đề liên quan đến người khuyết tật vận động và chậm phát triển trí tuệ tại Việt Nam.

## Các chương trình

### Giới thiệu việc làm
Tìm được một công việc chất lượng tốt cho người khuyết tật là phần chủ đạo trong hoạt động của DRD. DRD tập huấn, tư vấn và tìm việc cho các thành viên tham gia. Năm 2009, DRD đã hỗ trợ cho 79 ứng viên tìm việc và tìm được 24 việc làm cho họ. Trong hoạt động này, mục tiêu của DRD là hướng nghiệp, giới thiệu và giúp duy trì việc làm cho 100 người mỗi năm.

### Học bổng người bạn đồng hành
Chương trình học bổng cung cấp hỗ trợ tài chính để các sinh viên khuyết tật trang trải học phí và các khóa tập huận kỹ năng sống giúp các em nhận học bổng có thể hoàn thành giấc mơ tốt nghiệp đại học của mình. DRD đang đồng hành cùng 22 bạn sinh viên và đã cung cấp được 18 suất học bổng. DRD đang thực hiện kế hoạch với hy vọng có thể hỗ trợ cho 100 sinh viên khuyết tật mỗi năm.

### Hội quán Đời Rất Đẹp
Hội quán là một phần mở rộng tự nhiên trong các hoạt động của DRD, là nơi để người khuyết tật và các cá nhân khác gặp gỡ, chia sẻ ý tưởng và tham gia vào các hoạt động trên cơ sở bình đẳng cơ hội và hỗ trợ lẫn nhau. Các đêm nhạc do các nghệ sĩ khuyết tật và không khuyết tật biểu diễn được tổ chức thu hút một lượng khán giả thường xuyên với trên 50 người.

### Vận động biện hộ
DRD đóng vai trò tiên phong trong việc hình mạng lưới người khuyết tật Việt Nam, tư vấn và vận động nhà nước trong các vấn đề liên quan đến người khuyết tật. Năm 2009, DRD đã hỗ trợ 38 tổ chức và cá nhân khuyết tật với nhiều hình thức khác nhau như tìm nhà sản xuất chân giả, tư vấn trường đặc biệt cho trẻ khuyết tật và các trung tâm phục hồi chức năng. Website của DRD và các dịch vụ thư viện cung cấp thông tin cập nhật về các tổ chức quốc tế và luật, chính sách liên quan đến người khuyết tật. DRD đồng thời tổ chức 5 hội thảo và 2 sự kiện lớn mỗi năm để nâng cao nhận thức về bình đẳng cho người khuyết tật; xây dựng nhóm tư vấn luật gồm các luật gia nổi tiếng và các luật đoàn nhằm cung cấp lời khuyên và bảo vệ người khuyết tật khi cần thiết.

### Tập huấn và xây dựng năng lực
DRD cung cấp tập huấn và hỗ trợ kỹ thuật cho các tổ chức người khuyết tật tại Thành phố Hồ Chí Minh và các tỉnh thành phía Nam để hỗ trợ họ trong các lĩnh vực chính như quản lý tổ chức, lãnh đạo và tự vận động biện hộ. Năm vừa qua, 369 người đã được hưởng lợi từ dự án. DRD lên kế hoạch cung cấp 10 buổi tập huấn mỗi năm để có thể tiếp cận ít nhất 400 người trong các tổ chức trong mạng lưới.

### Sống độc lập
Dự án hướng đến hỗ trợ người khuyết tật nặng sống độc lập, có được sự lựa chọn về cách sống và chịu trách nhiệm về quyết định của mình. Trong năm đầu thí điểm, dự án hướng đến hỗ trợ 10 sinh viên đạt được mục tiêu sống độc lập của mình; tổ chức các hoạt động ngoại khóa; cung cấp tập huấn và tư vấn kỹ năng sống độc lập cho các cá nhân đang cần.

## Mạng lưới
DRD đã xây dựng và phát triển mạng lưới các tổ chức người khuyết tật trong và ngoài nước, thiết lập mạng lưới phụ huynh của các trẻ khuyết tật, các tổ chức công tác xã hội,...

## Nhà tài trợ
DRD đã và đang nhận được các nguồn tài trợ từ nhiều tổ chức trong suốt thời gian qua như Quỹ Ford (the Ford Foundation), Quỹ hỗ trợ phát triển Quốc tế Ireland (Irish Aid), Hiệp hội thương mại Hoa Kỳ (the American Chamber of Commerce), cơ quan phát triển Quốc tế Úc châu (the Australian Agency for International Development), quỹ Nippon (the Nippon Foundation), và tổ chức Atlantic Philanthropies.